# جان دبلیو. توماس
جان دبلیو. توماس (به انگلیسی: John W. Thomas) سناتور سابق عضو حزب جمهوری‌خواه ایالات متحده آمریکا بود. وی در سال ۱۹۲۸ تا ۱۹۳۳ و ۱۹۴۰ تا ۱۹۴۵ میلادی سناتور ایالت آیداهو در سنای ایالات متحده آمریکا بود.